# Девіс (Іллінойс)
Девіс (англ. Davis) — селище (англ. village) в США, в окрузі Стівенсон штату Іллінойс. Населення — 589 осіб (2020).

## Географія
Девіс розташований за координатами 42°25′18″ пн. ш. 89°24′56″ зх. д. / 42.42167° пн. ш. 89.41556° зх. д. (42.421643, -89.415532).  За даними Бюро перепису населення США в 2010 році селище мало площу 1,11 км², уся площа — суходіл.

## Демографія
Згідно з переписом 2010 року, у селищі мешкало 677 осіб у 263 домогосподарствах у складі 193 родин. Густота населення становила 610 осіб/км².  Було 271 помешкання (244/км²).
Расовий склад населення:
| - 98,5 % — білих - 0,6 % — азіатів |

До двох чи більше рас належало 0,6 %. Частка іспаномовних становила 0,1 % від усіх жителів.
За віковим діапазоном населення розподілялося таким чином: 27,6 % — особи молодші 18 років, 56,9 % — особи у віці 18—64 років, 15,5 % — особи у віці 65 років та старші. Медіана віку мешканця становила 39,0 року. На 100 осіб жіночої статі у селищі припадало 92,3 чоловіків;  на 100 жінок у віці від 18 років та старших — 96,8 чоловіків також старших 18 років.
Середній дохід на одне домашнє господарство  становив 63 960 доларів США (медіана — 56 765), а середній дохід на одну сім'ю — 69 522 долари (медіана — 65 347). Медіана доходів становила 53 750 доларів для чоловіків та 33 864 долари для жінок. За межею бідності перебувало 10,5 % осіб, у тому числі 13,5 % дітей у віці до 18 років та 9,8 % осіб у віці 65 років та старших.
Цивільне працевлаштоване населення становило 369 осіб. Основні галузі зайнятості: освіта, охорона здоров'я та соціальна допомога — 20,6 %, виробництво — 12,2 %, фінанси, страхування та нерухомість — 10,3 %, роздрібна торгівля — 10,0 %.